# Arthur Rothrock
Arthur Dale Rothrock (ur. 7 stycznia 1886 w hrabstwie Hancock, zm. 28 listopada 1938 w Ada) – amerykański strzelec, mistrz olimpijski, mistrz świata.
Absolwent uczelni prywatnej Ohio Northern University. W 1908 roku został mistrzem kraju w karabinie dowolnym. Podczas I wojny światowej pełnił funkcję instruktora strzelectwa w obozie w Camp Perry. W 1920 roku był kapitanem w 29 Pułku Piechoty.
Rothrock uczestniczył w Letnich Igrzyskach Olimpijskich 1920 w co najmniej 3 konkurencjach. Medale zdobył w karabinie małokalibrowym. Wywalczył wicemistrzostwo olimpijskie w zawodach indywidualnych, ponosząc porażkę wyłącznie z rodakiem Nuessleinem, zaś w turnieju drużynowym zdobył złoty medal z drugim wynikiem w zespole (skład reprezentacji: Dennis Fenton, Willis Lee, Lawrence Nuesslein, Arthur Rothrock, Ollie Schriver). Rothrock jest także drużynowym mistrzem świata w karabinie dowolnym w trzech postawach z 1921 roku.
Zmarł na kilka dni przed odejściem ze służby. Pochowany został na Rock Island National Cemetery w Rock Island.

## Wyniki

### Igrzyska olimpijskie
| Igrzyska | Konkurencja                                   | Wynik                      | Miejsce | Źródło |
| -------- | --------------------------------------------- | -------------------------- | ------- | ------ |
| IO 1920  | Karabin małokalibrowy stojąc, 50 m            | 386 pkt.                   |         | [ 2 ]  |
| IO 1920  | Karabin małokalibrowy stojąc, 50 m, drużynowo | 1899 pkt. (druż.) 386 pkt. |         | [ 3 ]  |
| IO 1920  | Karabin wojskowy stojąc, 300 m                | 45 pkt.                    | ?       | [ 2 ]  |

### Medale mistrzostw świata
Opracowano na podstawie materiałów źródłowych:
| Mistrzostwa | Konkurencja                                     | Wynik             | Miejsce |
| ----------- | ----------------------------------------------- | ----------------- | ------- |
| Lyon 1921   | Karabin dowolny, trzy postawy, 300 m, drużynowo | 5015 pkt. (druż.) |         |